# Forbáth Sándor
Forbáth Sándor, 1906-ig Freud Sándor, álnevén A. F. Witley (Székesfehérvár, 1890. április 18. – London, 1964. január 1.) orvos, költő.

## Életrajza
Freud Lajos kereskedő és Reich Zsófia fia. Középiskolai tanulmányait a budapesti V. kerületi állami főgimnáziumban végezte, majd a Budapesti Tudományegyetem orvosi karának hallgatója volt. Pályáját a Szent János Kórházban kezdte, ahol a laboratórium vezetője lett. 1916-ban jelent meg első szakmunkája német nyelven a neves berlini és bécsi kiadónál  "Immunitätslehre" címen, majd nem sokkal később magyar nyelven is megjelent Budapesten: A serológia alapvonalai és a védő és gyógyoltások címen, amely szerzőjét a szakterület tekintélyei közé emelte. 1916. április 8-án Budapesten házasságot kötött Polnauer Márton és Casiner Estella lányával, Almával.
Az orvosi hivatás mellett már medikus korától foglalkozott a költészettel is. Nagy ihletője kortársaihoz hasonlóan Ady volt. Már 20 évesen verse jelent meg a Nyugat című folyóiratban Így lesz jó címen.
Első önálló kötete 1913-ban jelent meg Asszonyok parkja címen. Majd 1920-ban megindította a kéthetente megjelenő Magyar orvos című lapot is, amely azonban rövid életű volt. 1922-ben azonban megjelent újabb verseskötete: Játékhajó címen, Babits Mihály előszavával, amelyet 1923-ban a Hold árnyéka, 1925-ben Vidéki örökség, 1929-ben pedig a Fekete virág és más elbeszélések és még ugyanez évben a Cselló című kötet követett.
Az 1930-as évek körül Angliába emigrált.

## Főbb művei
- Ibsen: A tenger asszonya (fordította, Budapest, 1910)
- Az asszonyok parkja (versek, Budapest, 1913)
- Az immunoltások technikájára vonatkozó általános tudnivalók és szabályok (Budapest, 1916)
- A serologia alapvonalai és a védő- és gyógyoltások (Budapest, 1917)
- A gyakorlati therápia kompendiuma (1920)
- Játékhajó (versek, Babits Mihály előszavával, Budapest, 1922)
- A hold árnyéka: új versek :1922-1923 (Budapest, 1923)
- Továbbképző előadások az orvosi gyakorlatról (szerk., Budapest, 1923)
- Vidéki örökség (versek, Budapest, 1925)
- A magyar gyógyszerkülönlegességek javallatai (szerk., Budapest, 1926)
- A fekete virág és más elbeszélések (Budapest, 1929)
- Orvosi naplókönyv és hétszáz diagnosztikus és terapikus epigramma (Budapest, 1929)
- A modern therápia zsebkönyve (szerk., Budapest, 1930)